# Wilhelm Kaltenborn

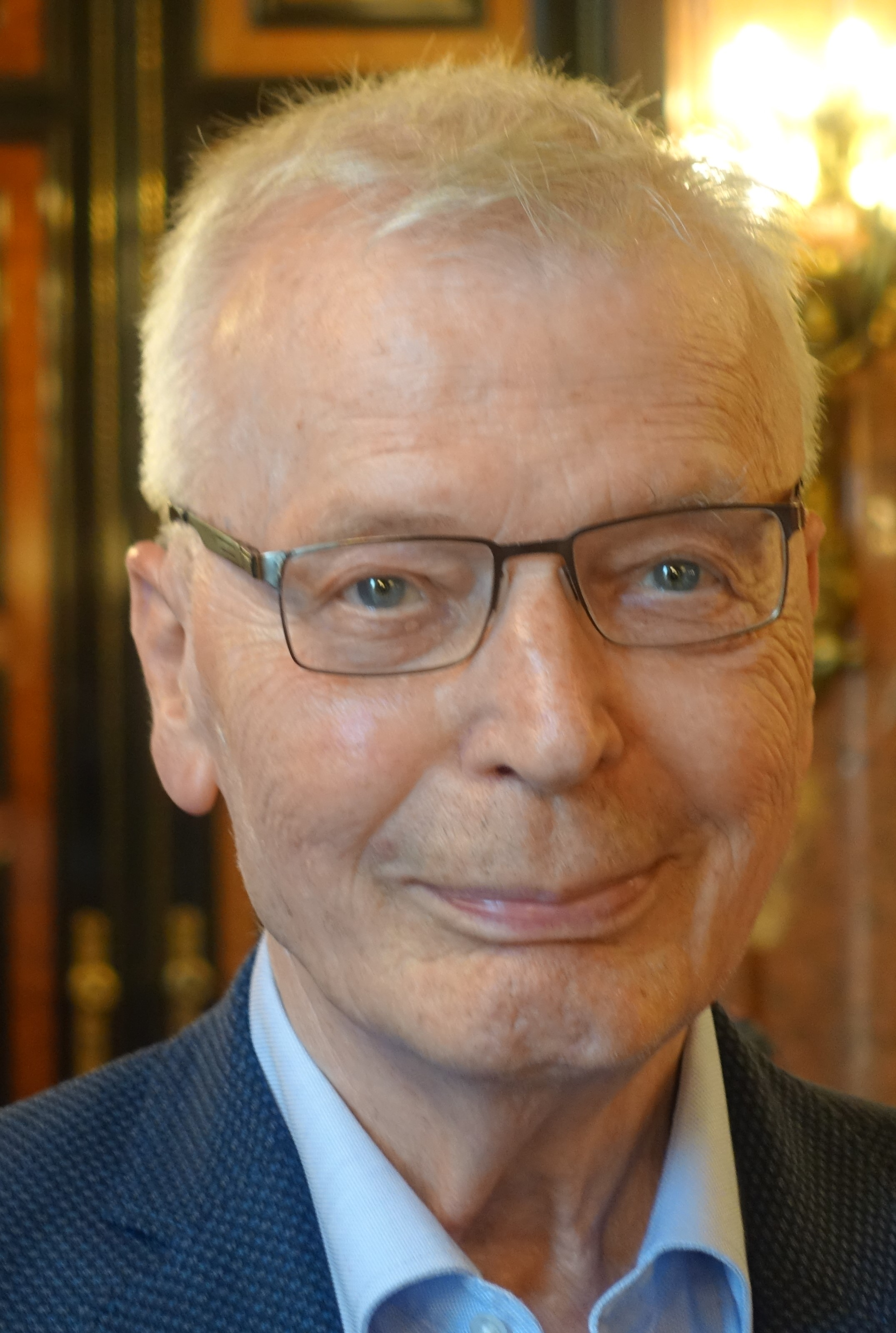
Wilhelm Kaltenborn (Juni 2019)

Wilhelm Kaltenborn (* 15. August 1937 in Berlin) ist ein deutscher Gewerkschafter, Genossenschafter, Autor und war Aufsichtsratsvorsitzender der Zentralkonsum eG.

## Leben
Kaltenborn wuchs in Berlin auf und machte 1956 sein Abitur. Anschließend studierte er bis 1966 Soziologie und Politikwissenschaft u. a. bei Otto Stammer und Ossip K. Flechtheim an der Freien Universität Berlin. Während mehrerer Urlaubssemester nahm er Tätigkeiten in Fabriken und auf Baustellen zur Finanzierung des Studiums auf. 1959 nahm er am ersten Einsatz von Aktion Sühnezeichen in den Niederlanden teil. Noch während des Studiums war er Mitarbeiter in der Parteienforschungsgruppe am Institut für Politische Wissenschaft. Seine Diplomarbeit in Soziologie behandelte das Thema über „Die Sozialausschüsse der Christlich-Demokratischen Arbeitnehmerschaft und ihre Bedeutung für die CDU als Volkspartei“.

## Berufliche Tätigkeiten
Kaltenborn war von 1966 bis 1969 als Angestellter in einer Büroorganisationsfirma im Bereich der Entwicklung von manuellen Lochkartensystemen tätig. Anschließend war er bis 1975 Referatsleiter beim Bundesvorstand des Deutschen Gewerkschaftsbundes (DGB) in Düsseldorf und dort u. a. zuständig für die gesamtwirtschaftliche Mitbestimmung und für die Beziehungen des DGB zu den Kirchen. Von 1971 bis 1975 war er Mitglied im Ausschuss „Demokratisierung der Wirtschaft“ des Europäischen Gewerkschaftsbundes in Brüssel. Seit 1975 unterstand er unmittelbar dem DGB-Vorsitzenden Heinz Oskar Vetter, war für dessen Redetexte verantwortlich, außerdem u. a. weiterhin für die Beziehungen zu den Kirchen und ab 1976 für die Beziehungen des DGB zum FDGB der DDR zuständig. Er vertrat den DGB im Kuratorium Unteilbares Deutschland.
Ab Herbst 1982 – nach dem Bereicherungsskandal bei der Neuen Heimat (NH) in Hamburg und der Installierung einer neuen Geschäftsführung – wurde er Leiter des neugebildeten Sekretariats der NH-Geschäftsführung, das nach und nach weitere Zuständigkeiten erhielt. Nach dem Verkauf der NH im August 1986 an den „Bäcker“ Horst Schiesser beendete er das Arbeitsverhältnis bei der NH noch vor Wirksamkeit des Kaufvertrages.
Nachdem die Banken Ende des Jahres 1986 eine Treuhänderschaft für die NH veranlasst hatten, wurde er Assistent des Treuhänders Heinz Sippel in Frankfurt am Main, welcher zuvor für die Sanierung der Hessischen Landesbank verantwortlich war. Er war Mitglied im Aufsichtsrat der Neuen Heimat Hamburg sowie in den Aufsichtsräten verschiedener Regionalgesellschaften. Im Januar 1990 wurde die Treuhänderschaft beendet. Anschließend übernahm er für ein Jahr eine Tätigkeit bei der Beteiligungsgesellschaft für Gemeinwirtschaft der Gewerkschaften, ebenfalls in Frankfurt.
Kaltenborn war ab Mai 1991 Leiter des Vorstandsbüros beim Verband der Konsumgenossenschaften (bis Oktober 1990 VdK der DDR) in Berlin, der zwar die Bezeichnung „Verband“ trug, aber als eingetragene Genossenschaft vorrangig als Wirtschaftsunternehmen auch nach 1990 fungierte. Im Dezember 1993 wurde er dort Vorstandsmitglied und zwei Jahre später bis 2002 Vorstandssprecher. Von 1994 bis 2004 war er Mitglied im Prüfungs- und Kontrollausschuss des Internationalen Genossenschaftsbundes (ICA) in Genf, von 2000 bis 2003 Co-Präsident des Gesamtverbandes der deutschen Konsumgenossenschaften (Berlin/Hamburg). Ende 2002 bis Mai 2020 war er außerdem Aufsichtsratsvorsitzender des in Zentralkonsum eG umfirmierten VdK und von 2009 bis 2012 Vorsitzender des Kuratoriums der späteren Hermann Schulze-Delitzsch-Gesellschaft.

## Zitat
„Genossenschaften können ein wohltuendes Korrektiv in einer Gesellschaft sein, in der es mehr Erfolg verspricht, die Ellenbogen gegen den Nachbarn einzusetzen, als Hand in Hand gemeinsam nach Erfolg zu streben.“

## Veröffentlichungen (Auswahl)
- Neue Heimat – Die Jahre 1982 bis 1990. Ergebnisse und Bewertungen, 1990.
- Zwischen Resistenz und Einvernahme. Die Konsumgenossenschaften in der DDR, 2002, ISBN 3-929603-83-7.
- Hermann Schulze-Delitzsch und die soziale Frage. 2006 : ISSN 1615-181X.
- Schulze und die Arbeiterbewegung. In: Förderverein Hermann Schulze-Delitzsch (Hrsg.): Hermann Schulze-Delitzsch. Weg – Werk – Wirkung. 2008, ISBN 978-3-87151-111-0,
- Genossenschaften zwischen Sozialisierung und Gemeinwirtschaft. Die arbeits- und produktivgenossenschaftliche Bewegung in Deutschland nach 1918. 2008, ISBN 978-3-938512-00-5.
- Vision und Wirklichkeit. Beiträge zur Idee und Geschichte von Genossenschaften. 2012, ISSN 1615-181X.
- Schein und Wirklichkeit. Genossenschaften und Genossenschaftsverbände. Eine kritische Auseinandersetzung. 2014, ISBN 978-3-360-02189-2.
- Nationalität und Nationalstaat bei Hermann Schulze-Delitzsch. In: J. Laurinkari u. a. (Hrsg.): Genossenschaftswissenschaft zwischen Theorie und Geschichte. 2014, ISBN 978-3-945021-11-8.
- Verdrängte Vergangenheit. Die historischen Wurzeln des Anschlusszwangs der Genossenschaften der Genossenschaften an Prüfungsverbände. 2015, ISBN 978-3-7347-6148-5 (englische Übersetzung: A forgotten past, 2015)
- Illusion und Wirklichkeit. Die Genossenschaftsidee: Fortwährender Begleiter der menschlichen Geschichte. 2016, ISBN 978-3-7392-3227-0 (englische Übersetzung: Illusion and Reality, 2016)
- Raiffeisen. Anfang und Ende. 2018, ISBN 978-3-7460-6299-0 (englische Übersetzung: Raiffeisen. Beginning and End, 2018).
- Nichts als Spesen: Roland Berger beim ostdeutschen Konsum. In: Momente aus Kirche & Arbeitswelt. Zeitschrift des Kirchlichen Dienstes in der Arbeitswelt. Sonderheft November 2002. ISSN 0178-8906
- Das 735-Millionen-Ding. Ein Kapitel deutsch-deutscher Wirtschaftsgeschichte. In: Wirtschaft & Markt – Extra 2012.
- Die Überwältigung: Die deutschen Genossenschaften 1933/34, der Anschlusszwang und die Folgen, Norderstedt 2020, ISBN 978-3750427723
- Veröffentlichung zahlreicher Aufsätze und Beiträge u. a. in den Gewerkschaftlichen Monatsheften